# Armentières
Armentières är en stad och kommun i departementet Nord i regionen Hauts-de-France i norra Frankrike. Kommunen ligger i kantonen Armentières som tillhör arrondissementet Lille. År 2022 hade Armentières 26 107 invånare.

## Befolkningsutveckling
Antalet invånare i kommunen Armentières
| Referens: INSEE |